# Ophiuche indentata
Ophiuche indentata là một loài bướm đêm trong họ Erebidae.